# Euura pedunculi
Euura pedunculi is een vliesvleugelig insect uit de familie van de bladwespen (Tenthredinidae).

## Kenmerken
De gal bevindt zich aan de onderzijde van een blad van de waarplant, is bolvormig of eivormig en tot 5 mm groot. Het kan groen of geel zijn, soms rood gekleurd, kan wratten hebben en een variërende haardichtheid. Aan de bovenzijde van het blad bevindt zich een geelachtig litteken dat gelijk met het blad kan liggen met het oppervlak of licht verhoogd kan zijn.
De gal wordt aangetroffen op geoorde wilg (S. aurita), boswilg (S. caprea), S. caprea x phylicifolia, grauwe wilg (S. cinerea), S. silesiaca en S. starkeana.

## Verspreiding
Deze soort komt voor in het grootste deel van Europa, ten noorden van Inari (Finland) en ten oosten van Sachalin (Rusland). De gal komt veel voor het Verenigd Koninkrijk en Ierland.